# استوک سنت مری
استوک سنت مری (به انگلیسی: Stoke St Mary) یک روستا و محله مدنی در بریتانیا است که در تاونتون دین واقع شده‌است. استوک سنت مری ۴۲۱ نفر جمعیت دارد.